# Imaginary Friend (MØ)
Imaginary Friend è un singolo della cantante danese MØ, il terzo estratto dal suo secondo album in studio Forever Neverland e pubblicato il 21 settembre 2018.

## Tracce
1. Imaginary Friend – 3:47 (Karen Marie Ørsted, Carlos Montagnese, William Walsh, Jonnali Parmenius)